# アビー・ブラウン
アビー・ブラウン（Abbie Brown、1996年4月10日 - ）は、イングランドの女子ラグビー選手。

## プロフィール
- イングランド・エクセター出身[1]。
- ポジションはウィング(WTB)。
- 身長 176cm、体重 71kg
- 7人制イングランド代表に選ばれたことがある[2]。
- イングランド代表に選ばれたことがある。

## 略歴
2016年、リオ五輪の7人制イギリス代表に選ばれた。
2021年、東京五輪の7人制イギリス代表に選ばれて共同主将を務めた。